# Dom w Kérantal (Plévin)
Dom w Kérantal – wzniesiony w 1790. Od 1964 roku został wpisany do rejestru zabytków, posiada status w kategorii Patrimoine architectural (Mérimée).

## Lokalizacja
Dom zlokalizowany jest w Kérantal, w miejscowości Plévin, w departamencie Côtes-d’Armor, w regionie Bretania.

## Opis
Dom został wybudowany w 1790 roku, data została wyryta na belce drzwi wejsciowych
Zbudowany jest z granitu, piaskowca i łupków ilastych. Budynek jest piętrowy, posiada dwuspadowy dach z otwartym szczytem. Głównym elementem pokrycia jest łupek. Dom posiada proste schody.